# Тадмур-Центр
Тадмур-Центр (араб. ناحية مركز تدمر) — нохія у Сирії, що входить до складу району Пальміра провінції Хомс. Адміністративний центр — м. Тадмур.
| Сирія | Це незавершена стаття з географії Сирії. Ви можете допомогти проєкту, виправивши або дописавши її. |